# Карась китайський
Карась китайський, або Золота рибка, або Карась золотистий (Carassius auratus) — прісноводна риба з родини Коропових ряду Коропоподібних.
Це була одна з перших домашніх риб і є одною з найпопулярніших акваріумних риб тепер. Відносно невеликий представник родини коропових (яка також включає коі, коропа, ляща, жереха, головня, товстолобика тощо), золота рибка — родом зі Східної Азії і вперше одомашнена в Китаї більше тисячі років тому. Від них і веде свій родовід золота рибка з усіма її різновидами.
Золота рибка була завезена в Європу наприкінці XVII століття. Мутації, які призвели до золотої рибки відомі також у інших коропових видів, таких як короп і лин. Є багато різновидів домашніх золотих рибок.
Незвичайна краса і велика кількість різновидів золотої рибки забезпечили їй популярність і симпатії багатомільйонної армії любителів акваріума.

## Характеристика

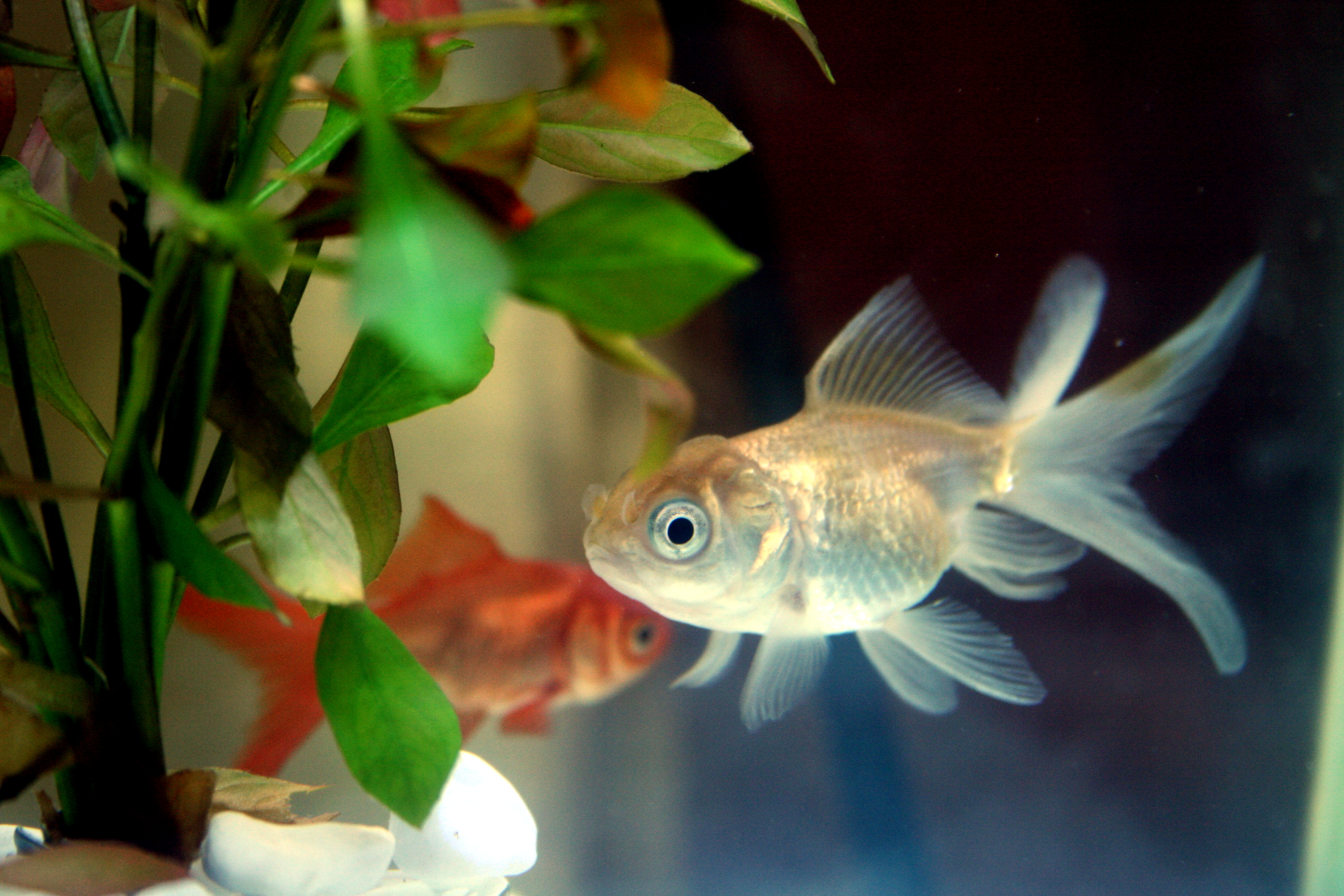
Золота рибка

Карась китайський може вирости до максимальної довжини 58 см і максимальної ваги 4 кг, хоча це буває рідко. Більшість карасів виростає лише до половини цієї величини. За оптимальних умов рибки можуть жити понад 40 років, однак більшість домашніх рибок живуть зазвичай від шести до восьми років.
Набувши нової зовнішності, золоті рибки не втратили звичок карася. Вони риються в ґрунті, не відмовляються від будь-якої їжі, люблять просторі акваріуми і добре почувають себе у свіжій воді. Тому перевагу доводиться надавати ґрунтам з великої гальки або гравію, висаджувати рослини з міцною кореневою системою або в горщиках, акваріуми обладнувати потужними фільтрами, а самі акваріуми повинні бути просторими.

## Підвиди
містить 5 підвидів:
- Carassius auratus argenteaphthalmus
- Carassius auratus auratus
- Carassius auratus buergeri
- Carassius auratus grandoculis
- Carassius auratus langsdorfii

Часто як підвид розглядають карася сріблястого, Carassius gibelio (вказується як Carassius auratus gibelio).

## Історія
Найбільшого розвитку в стародавньому світі акваріумістика досягла в країнах Сходу — Китаї, Японії, Кореї, Сіамі (Таїланді). Звідси на весь світ розійшлася слава про золотих рибок.

#### історія селекції
Найдавніші відомості про золотих рибок з'явилися в Китаї у VI ст. до н. е. Саме в цей час їх почали утримувати як декоративних тварин. Зображення золотої рибки є в ранніх пам'ятках китайської писемності й на гербах знатних родин. Риб з червоним забарвленням вважали священними. Найбільшого розквіту робота з виведення нових порід золотої рибки досягла в період династії Мін (1368—1644). Саме тоді з'явилися предки майже всіх сучасних порід. Центрами їх розведення стали Пекін, Шанхай, Кантон. І хоч як не берегли китайські імператори свої живі скарби, в 1500 р. золота рибка потрапила в Корею, а в 1502 р.— в Японію, потім в Індонезію. Японські любителі вивели чимало нових форм і кольорових варіантів золотої рибки. Породи китайського походження не схожі на японські й корейські.

Першим європейцем, який побачив і описав рибок незвичайної краси, був відомий італійський мандрівник Марко Поло (1254—1324). Про те, коли золоті рибки потрапили до Європи, точно ніхто не знає. Називають різні дати, більшість з них належить до XVII ст. Заморські дива, привезені на військових вітрильниках, оселилися в просторих басейнах при дворах королів під охороною караулу гвардійців, підносились як дари або як винагорода дворянам.
Золоті рибки виведені людиною від карася сріблястого (Carassius gibelio). Довго й ретельно відбирали селекціонери з численного потомства найкращих і найяскравіших екземплярів. Так крок за кроком, працюючи над кожним поколінням, вони створили близько 130 порід.

#### Різноманіття штучно виведених форм
Звичайні золоті рибки такої самої форми як і карасі. Лише яскраве золотисте забарвлення відрізняє їх. Є золоті рибки і з вогненно-червоним тілом.
Рибка з трохи стиснутим з боків тілом і довгим хвостом, що нагадує напівпрозорий шлейф, називається кометою. Вуалехвіст має яйцеподібне тіло й довгий роздвоєний хвостовий плавець. Чим довший хвіст, тим красивішою вважається рибка. Розповідають, що в одного з вуалехвостів японського імператора хвіст був у 5 разів довший, ніж тіло. Спинний плавець також повинен бути високим, триматися рівно, не звисати. Риби з подвійним хвостом відомі з 1596 року.

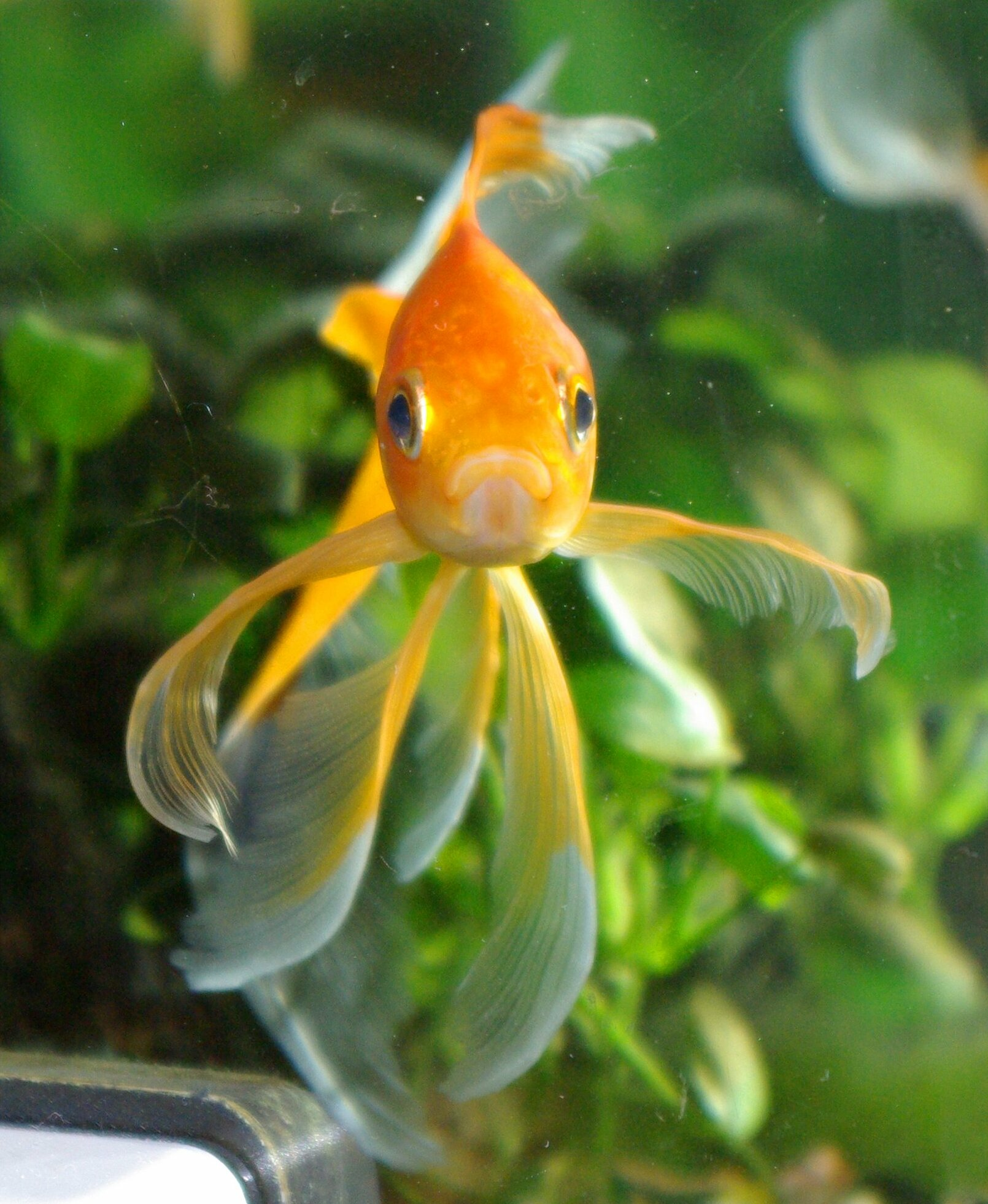
Комета. Вид спереду

Риб з великими, до 5 см, очима називають телескопами. Риби з подвійним хвостом відомі з 1590 року. Якщо зіниці очей золотих рибок напрямлені вгору, то це зорегляд. Спинного плавця в зорегляда немає. Небесні о́чки (або водяні о́чки) мають великі шкіряні мішки під очима, що надає їхній голові досить кумедного вигляду. Є порода телескопів, очі яких світяться в темряві, як у кота. Численними наростами, ніби гривою, вкрита голова оранд і левоголовок.
Велике значення при визначенні породи й цінності рибки має її колір. Тіло може бути одноколірне або вкрите різноманітними плямами — білими, золотими, полум'яно-червоними, чорними, рожевими, блакитними. Сріблясті риби з червоною плямою на голові називаються червоними шапочками, золотисто-червоних оранд з величезними наростами на голові називають гусячою головою. Часом зустрічаються дуже оригінальні варіанти забарвлення риб, наприклад, чорний телескоп з рубіновими очима або червона перлинка — рибка з великою опуклою лускою, на якій виблискують перламутрові цятки. Перлинки були виведені в Китаї у 1725 р. їх вважали національним багатством і дозволили вивезти за кордон тільки через два століття. Багато порід, виведених у Японії в XIX—XX ст., залишаються рідкісними через обмеження вивозу.

#### утримання в неволі
Китайські імператори утримували свої живі багатства в порцелянових вазах, прикрашених квітками лотоса. А китайські селяни для своїх улюбленців плели з рисової соломи кошики, такі щільні, що вода не виливалася. Звичайно, такі акваріуми були непрозорі, і за рибами спостерігати можна було тільки зверху.
Європейські натуралісти, крім екзотичних золотих рибок, намагалися утримувати прісноводних і морських риб помірних широт. У середині XVII ст. тримали в'юна, щоб, спостерігаючи за його поведінкою, передбачати настання негоди.
Першою європейською книжкою з акваріумістики була видана в 1797 р. в Тюрінгії «Природнича історія свійських тварин» Й. М. Бехштейна, де описано умови утримання в неволі в'юна і золотої рибки.
Труднощі, з якими стикалися перші акваріумісти, було усунуто завдяки багатьом досягненням біології в XVIII—XIX ст.: відкриттю мікроорганізмів, дихання і фотосинтезу рослин, виникненню науки генетики тощо.

### Відомі селекційні форми золотих рибок
| Комета                               |  | Рибки невеликих розмірів, трохи менші за інших золотих рибок, і тонші, в основному відрізняються своєю довжиною та глибоко роздвоєним хвостом або довгим стрічкоподібним хвостом, що перевершує довжину тіла. Чим довший хвостовий плавець, тим вище оцінюється екземпляр. |
| Оранда                               |  | Відмітна особливість цієї рибки — нарости зернистої структури на голові (деколи називають їх жировим наростом). У оранди порівняно з левоголовкою вони розвиненіші на лобі. Німецькі автори називають оранди «гусячої головою». За формою тіла і плавників Оранда нагадує синтез телескопа і вуалехвоста. Цей різновид має багато колірних варіацій — від білого до червоного, строкатого, чорного. Найбільше цінується біла Оранда з червоним наростом на голові (червоношапочна Оранда) |
| Вуалехвіст (ріукін, шлейфовий хвіст) |  | Має коротке, високе округле або яйцеподібне тіло і «виразні» очі. Голова досить велика. Зустрічаються форми вуалехвостів з лускою і без неї. Забарвлення рибок буває від однотонно-золотистої до яскраво-червоної і чорної. Подвійний хвостовий і анальні плавники сильно подовжені, тонкі, майже прозорі. Головна визначна пам'ятка рибки — довгий хвіст, що складається з двох, деколи трьох-чотирьох зрощених плавників, створюючих складки і звисаючих подібно вуалі.                 |
| Віялохвіст                           |  | Відрізняється від вуалехвоста тим, що має виключно подвійний хвостовий плавник, який не дуже подовжений і не прозорий, не звисаючих подібно вуалі. Має яйцеподібне тіло з високим спинним плавцем, довгим чотирироздільним хвостовим плавцем, а на плечах немає горба. |
| Телескоп                             |  | Має тіло яйцеподібної або округлої форми, висота тіла більше ніж 1/2 довжини. Спинний плавець стоїть вертикально, інші плавники довгі вуалеві, хвостовий плавник роздвоєний, часто звисає вниз, довший, ніж 3/4 довжини тіла. Очі опуклі, розміром 1-2 см. Цей різновид має декілька колірних варіацій |
| Зорегляд (Небесне око)               |  | Характеризується опуклими очима, зіниці яких направлені вгору під кутом 90 градусів. У рибки також відсутній спинний плавець, всі інші довгі, хвіст роздвоєний, дволопатевий, край верхньої лопаті не повинен опускатися нижче лінії спини. |
| Перлинка                             |  | Рибка, виведена в Китаї. Тіло майже кругле (7-8 см), спинний плавець стоїть вертикально, інші плавники короткі, часто парні. Рибка з великою опуклою лускою, на якій виблискують перламутрові цятки. Хвостовій плавник дволопатевий, на 1/3 довжини вирізаний, не звисає. |
| Левоголовка                          |  | Приклад |
| Риукін                               |  | Приклад |
| Шубункін                             |  | Приклад |
| Ранчу                                |  | Левоголовока, нова декоративна форма золотої рибки з коротким округлим тілом вкритим лускою. Спина напівкругла, без плавця, утворює гострий кут з верхнім зовнішнім краєм хвоста, інші плавники короткі, хвіст трилопатевий або роздвоєний. Характерними особливостями її є наявність у верхній частині голови і на зябрових кришках масивних наростів, що виникли з ущільнення шкіри і нагадують гриву лева або ягоду малини, які починають утворюватися у рибок з 3 місячного віку.     |
| Водяні очка                          |  | Відрізняються від зореглядів великими очима, які мають вигляд бульбашок, ніби наповнених водою і висять по обидві сторони голови. У найкращих екземплярів «міхур» по величині дорівнює чверті тіла. У молодих рибок очі починають рости після 3-4 місяців. Тіло яйцеподібне або округле, з низькою спиною, профіль голови плавно переходить в профіль спини. |
| Панда Мур                            |  | Має характерне чорно-білие візерункове забарвлення і опуклі очі. |

## Умови утримання в акваріумі
Золоті рибки — відносно великі мешканці акваріума і багато разів перевищують розміри інших риб. Тому для утримання їх необхідно, щоб на одну особину середнього розміру припадало не менш як 10 літрів води.
Температура води може коливатися від 15 до 25 °C, для довготілих видів, і від 22 до 28 °C, для короткотілих. Акваріум заселяють дорослими рибками з розрахунку 2 дм² площі дна на одну довготілу рибку, або 1,5 на короткотілу.

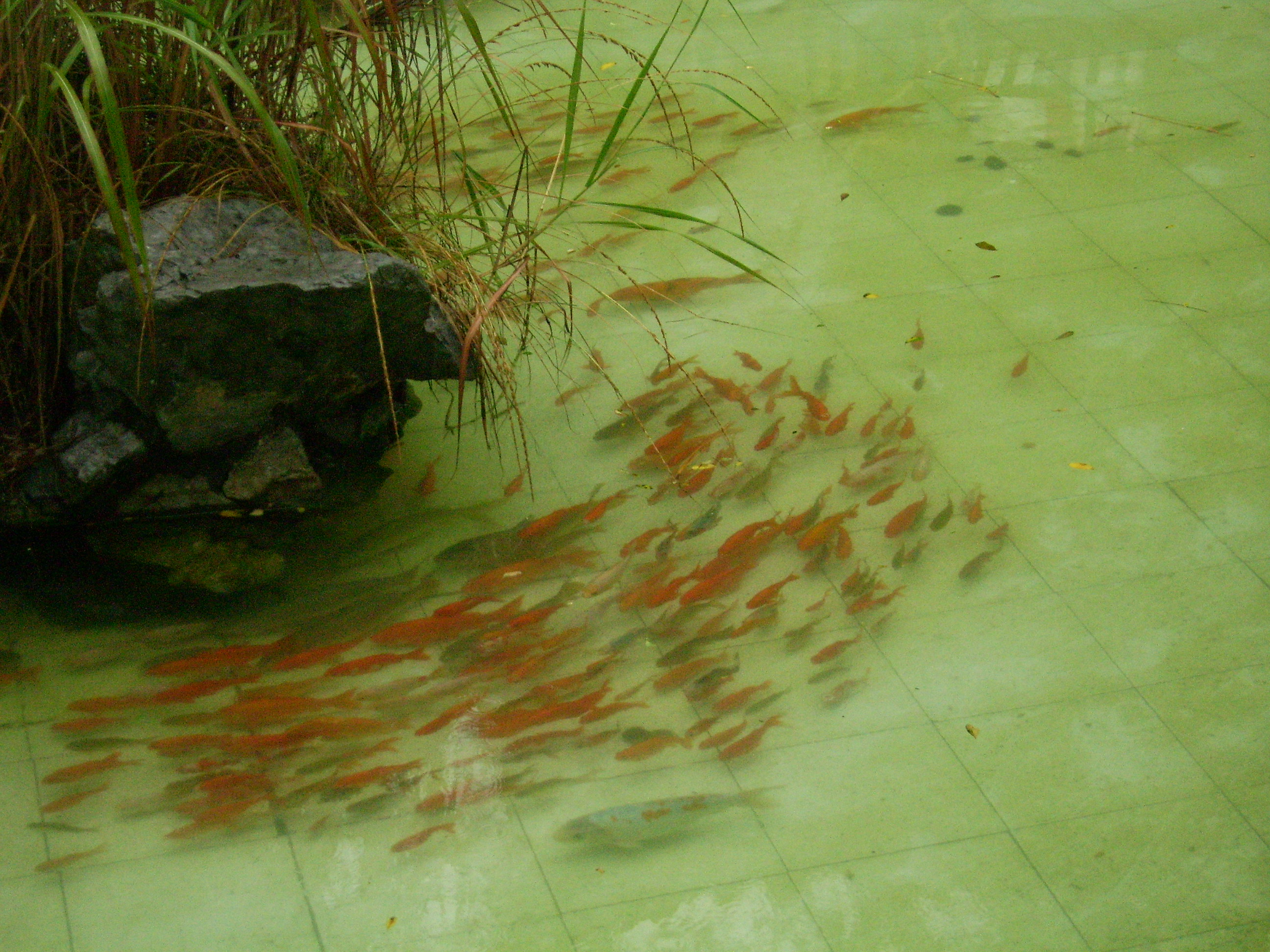
Годування групи золотих рибок у ставку

Вуалевоформи утримують з мирними сусідами, які не схильні до обкусування плавців. При утриманні великооких риб не повинно бути гострих каменів, раковин та інших предметів, через які можна поранитися. Вони підсліпуваті і повільні, не встигають брати корм одночасно зі спритними сусідами і голодують.
Золоті рибки всеїдні, для годування підійдуть мотиль, дощові черв'яки, комбікорми, морепродукти, білий хліб, промита варена манна крупа і вівсяна каші, ряска. Можна робити кульки з хліба і м'ясного фаршу. Добре давати салат і кропиву, інакше рибки почнуть об'їдати рослини. В акваріумі бажані річія і ряска — ними рибки підгодовуються. Вони ненажерливі, але їх не можна перегодовувати. Переїдання призводить до запалення шлунково-кишкового тракту, ожиріння і безплідності. Годують риб 1-2 рази на день і дають корму на 20 хвилин. Надлишки відразу ж прибирають сифоном.

## Розведення

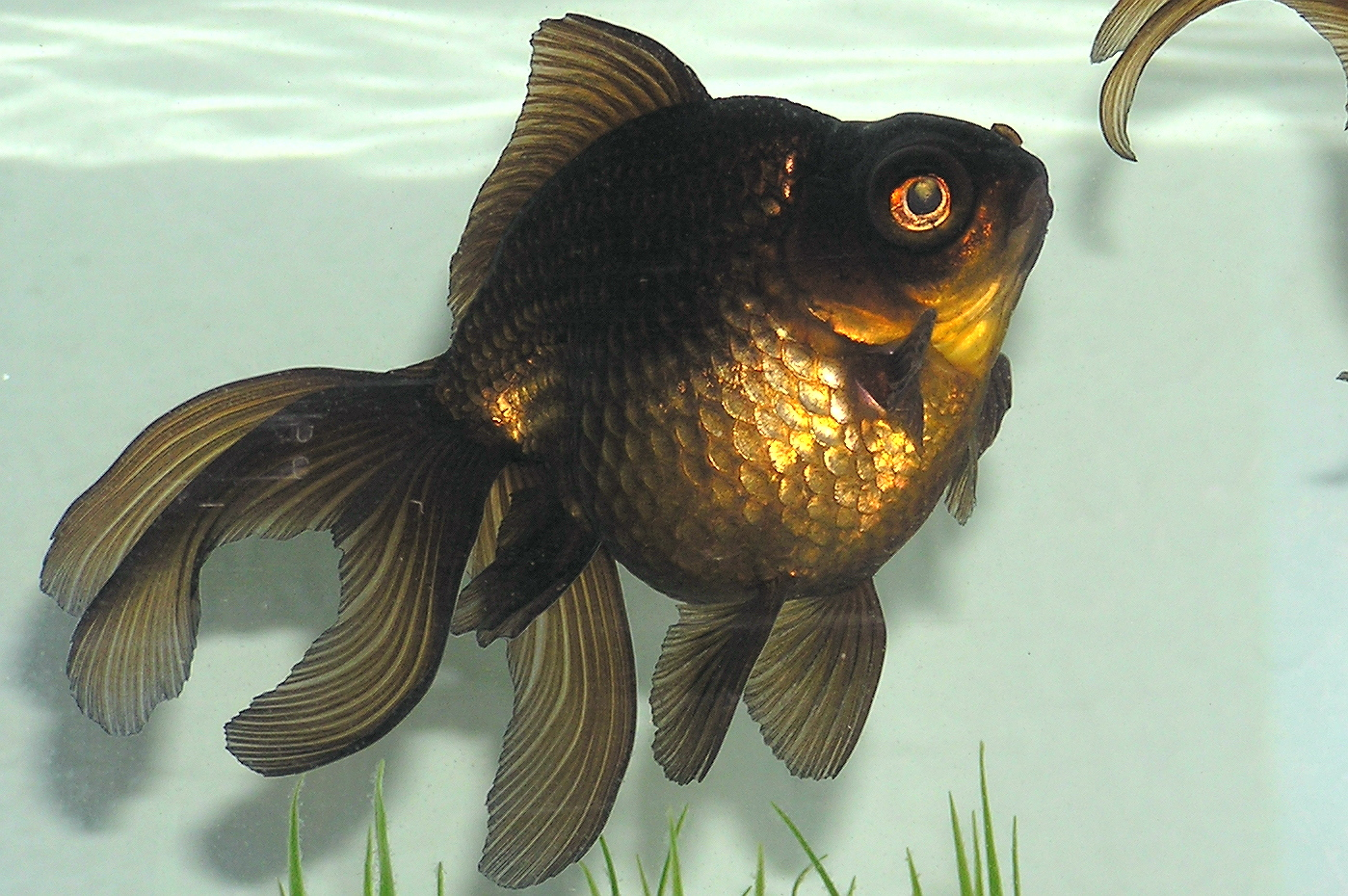

Статевозрілими золоті рибки стають після року, але повного розвитку, максимальної яскравості забарвлення і пишності плавців доводиться чекати від 2 до 4 років. Та й розводити їх найкраще в цьому віці.
В нерестовий період (квітень — травень) у самців на зябрових кришках з'являються перламутрові горбки розміром з макове зернятко, а на передніх променях грудних плавців найдрібніші зазубрини — «пила». Самці починають активно переслідувати самиць. В цей час їх потрібно розсадити і годувати різноманітною вітамінізованою їжею. У самиці з ікрою черевце помітно гладшає.

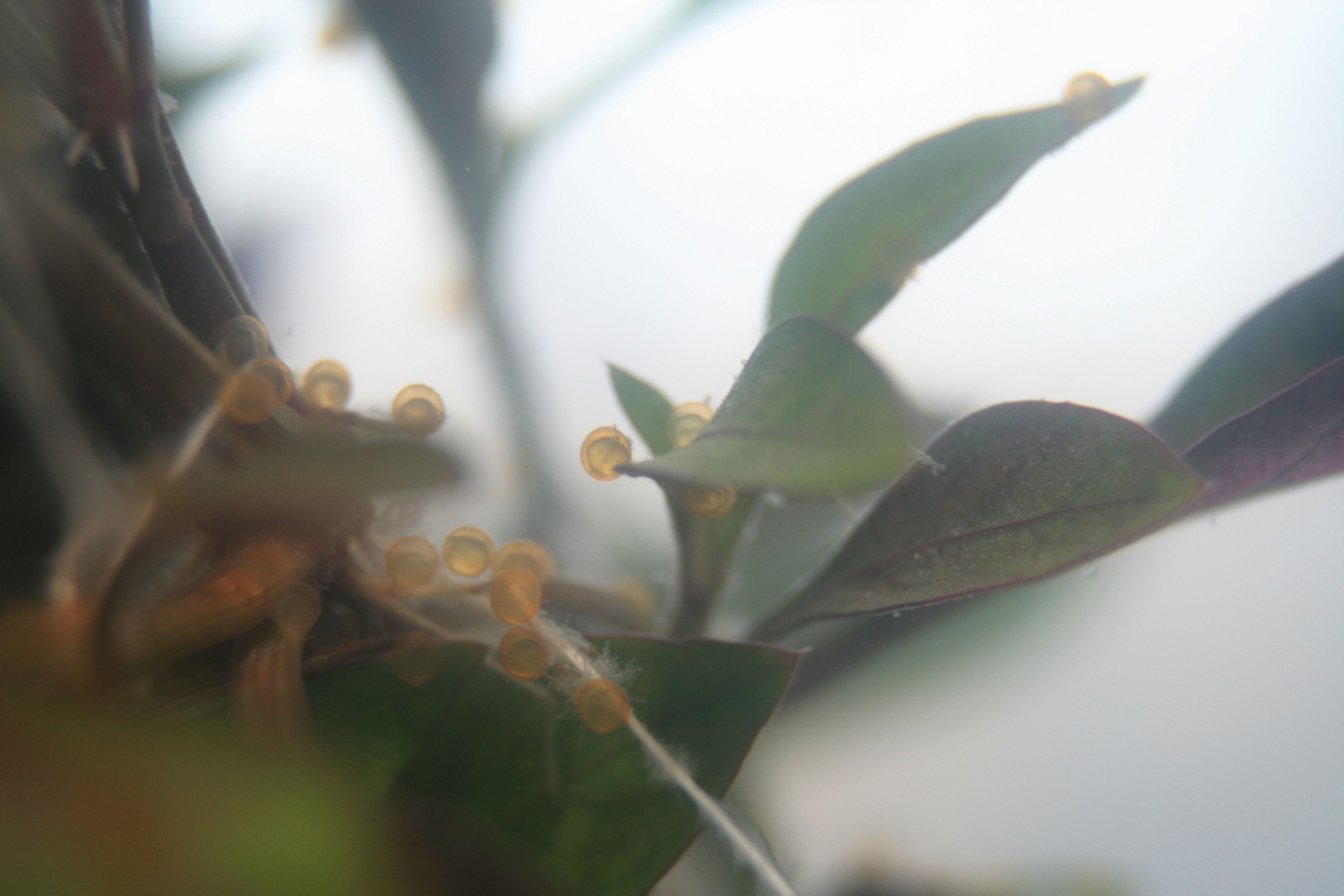
Ікринки

Під нерестовик використовують акваріуми від 40 до 100 л. Рівень води не більше 20 см. Вода потрібна свіжа, відстояна та витримана під прямими сонячними променями або кварцована протягом кількох годин. У нерестовику влаштовують потужну аерацію і яскраве освітлення. На відстані 1-2 см від дна монтують велику пластикову сітку, а в одному з кутів поміщають великий пучок жабуриння або капронової мочалки. Після посадки виробників у нерестовик температуру поступово підвищують на 2-4 °C.

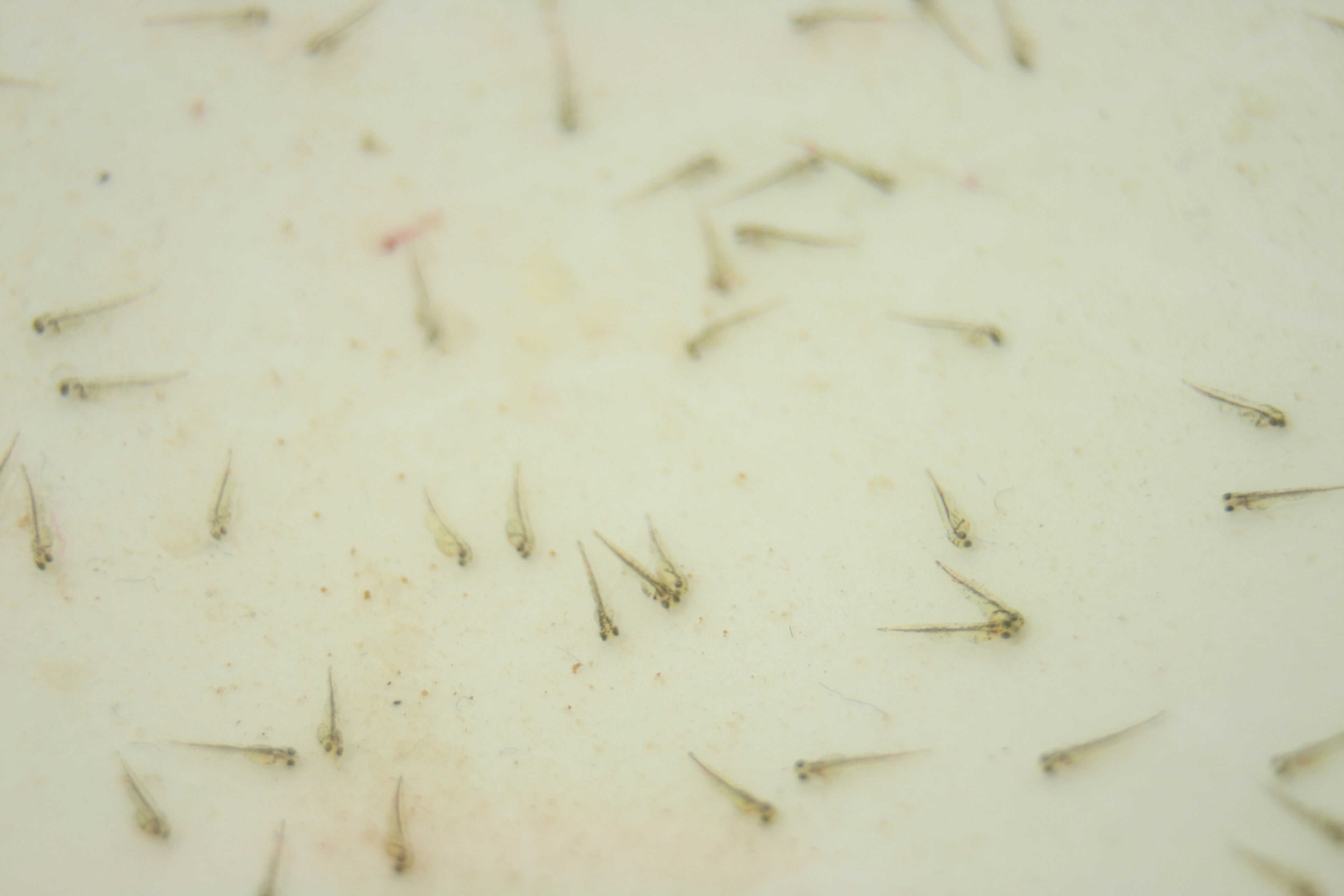
Мальки золотої рибки. Тільки вилупилися (Риукін)

Для повного запліднення ікри і гарантованого нересту на одну самицю беруть 2-3 самців. Можна одночасно влаштувати і груповий нерест для зграйки рибок. Мітка триває від двох до п'яти годин. За цей час самиця встигає вимітати 2-3 тисячі ікринок. Ікринки приклеюються до мочалки і падають на дно під сітку, де виробники не можуть їх з'їсти. Після нересту батьків відразу ж видаляють. При 25 °C інкубаційний період триває 4 діб. У цей час необхідно видаляти загиблі і побілілі ікринки. Вони покриваються грибком сапроленгією, який може перекинутися і на живі.
Стартовий корм для малька — артемія, мікрочерв'як або «живий пил». Можна застосовувати і комбікорми. У місячному віці вже видно нестандартних мальків, з відхиленнями від породи. Необхідно провести сортування. Надалі сортування доводиться повторювати, оскільки навіть у хороших виробників все потомство рідко буває без відхилення від стандарту породи. Слід враховувати, що багато кольорових форм повністю забарвлюються тільки до року, та їх мальок довго залишається сірим. Довготілі породи золотих рибок живуть до 30 років. Короткотілі — до 12, а до 8 років вони втрачають здатність до розмноження.

## Галерея

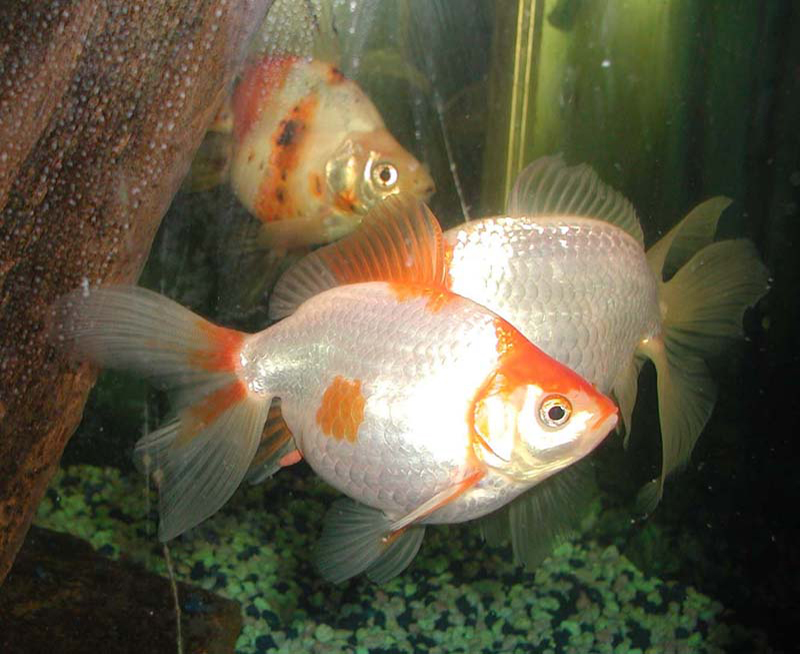
Золоті рибки
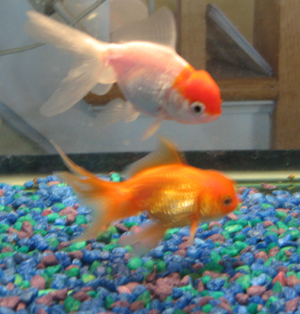
Оранда
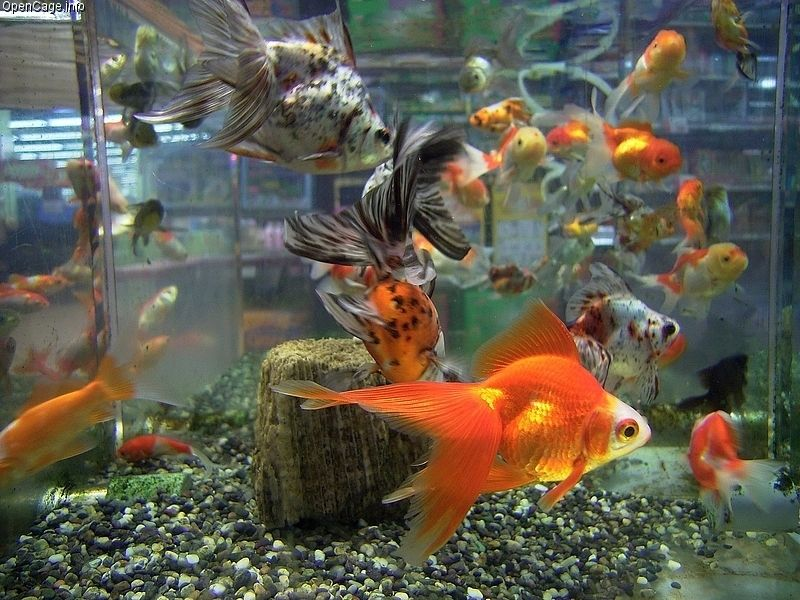
Декілька різновидів золотої рибки
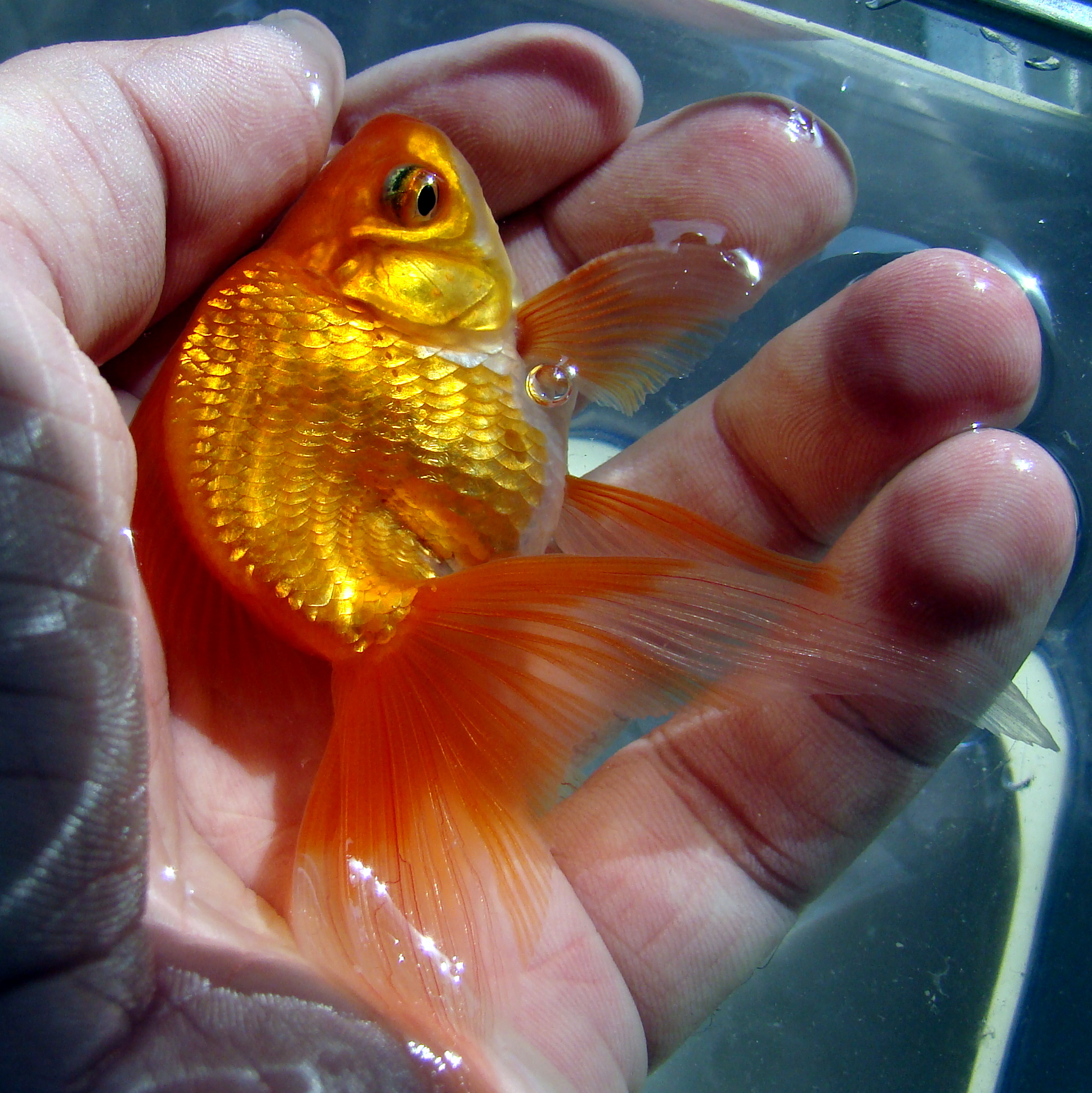
Золота рибка в руці
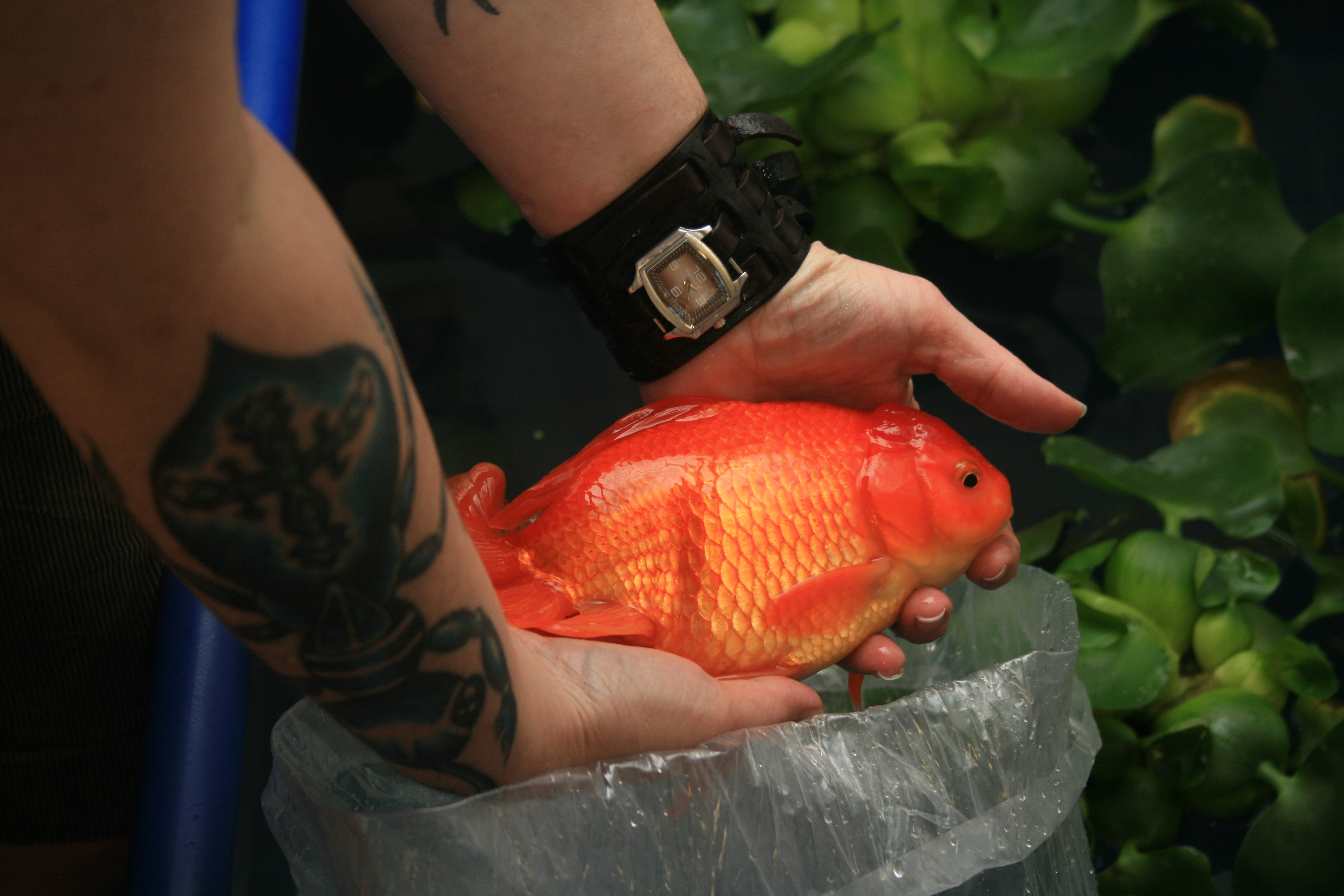
Гігантська Оранда, вид золотої рибки з Goldfish Gala pond, манчестерського ставка